# Frank Shorter
Frank Charles Shorter (München, 31 oktober 1947) is een voormalige Amerikaanse langeafstandsloper, die zich aanvankelijk concentreerde op de lange afstanden op de baan, maar zich al gauw specialiseerde in de marathon. Hij domineerde begin jaren zeventig van de 20e eeuw in deze discipline. Hij werd olympisch marathonkampioen en meervoudig Amerikaans kampioen op diverse lange afstanden. Als atleet was hij met name succesvol op de weg. Zo won hij viermaal de marathon van Fukuoka (1971-1974), de Peachtree in 1977 en de Falmouth in 1975 en 1976. Ook werd Shorter wereldkampioen bij de masters op biatlon in 1989.

## Loopbaan

### Eerste successen
In 1969 behaalde Frank Shorter zijn eerste succes door tijdens de NCAA-kampioenschappen de 10.000 m te winnen. Bij de Amerikaanse kampioenschappen van 1971 maakte hij zijn marathondebuut. Hij werd tweede achter Kenny Moore. In zijn tweede marathon dat jaar veroverde hij de titel op de Pan-Amerikaanse Spelen, waar hij tevens kampioen werd op de 10.000 m, terwijl hij het jaar afrondde hij met zijn eerste van een serie van vier overwinningen op de marathon van Fukuoka. Een jaar later won hij de marathon tijdens de Amerikaanse olympische selectiewedstrijden in 1972, een wapenfeit dat hij vier jaar later, in 1976, herhaalde. In 1972 liep hij bovendien in Fukuoa zijn beste tijd ooit op de marathon: 2:10.30.

### Olympisch goud
Shorter heeft zijn grootste bekendheid vooral te danken aan het winnen van de gouden medaille op de olympische marathon van 1972. Hij werd tijdens de Spelen in München ook vijfde op de 10.000 m. In datzelfde jaar kreeg hij de James E. Sullivan Award uitgereikt als top-amateuratleet uit de Verenigde Staten.
Bij de Olympische Spelen van 1976 in Montreal finishte hij als tweede op de olympische marathon achter de verrassende winnaar Waldemar Cierpinski uit Oost-Duitsland. Later kwam aan het licht dat Cierpinski, net als andere Oost-Duitse atleten tussen 1970 en 1980, anabole steroïden en andere prestatiebevorderende middelen zou hebben gebruikt. Shorter, geschoold procureur, voert sinds de jaren negentig een juridische strijd om de oneerlijk verkregen medaille van Cierpinski in handen te krijgen. Overigens is hij tot nu toe de enige Amerikaanse atleet, die tijdens Olympische Spelen erin slaagde om tweemaal een medaille te veroveren op de marathon. Volgens velen is Shorter verantwoordelijk voor de hardlooprage, die in de jaren zeventig in de Verenigde Staten ontstond.
Shorter besloot om het volgende seizoen te stoppen (alhoewel hij in 1979 nog een aantal wegwedstrijden won) en begon zijn eigen bedrijf met atletiek-spullen. Hij heeft ook voor de televisie gewerkt als sportcommentator en was voorzitter van de Amerikaanse anti-dopingbond.

### Film
In de film Without Limits (1988) werd hij gespeeld door Jeremy Sisto. De film toont een gedeelte van Shorters leven en zijn olympische teamgenoot (en soms ook rivaal) Steve Prefontaine. Shorter was, helaas, een van de laatste personen die Prefontaine levend zag.
Frank Shorter studeerde in 1975 af in rechten aan de Mount Hermon School en de Yale-universiteit. Hij werd toegelaten in de Amerikaanse "Hall of Fame" in 1984, veldlopen 1989 en langeafstandslopen in 1998.

## Titels
- Olympisch kampioen marathon - 1972
- Pan-Amerikaans kampioen 10.000 m - 1971
- Pan-Amerikaans kampioen marathon - 1971
- Amerikaans kampioen 5000 m - 1970
- Amerikaans kampioen 10.000 m - 1970, 1971, 1974, 1975, 1977
- Amerikaans kampioen veldlopen - 1970, 1971, 1972, 1973
- Amerikaans indoorkampioen 3 Eng. mijl - 1971
- NCAA-kampioen 10.000 m - 1969

## Wereldranglijst

### marathon
- 1971 - eerste
- 1972 - eerste
- 1973 - eerste
- 1974 - tweede
- 1976 - tweede

### 10.000 m
- 1970 - tweede
- 1972 - vijfde
- 1974 - vijfde
- 1975 - tweede

## Persoonlijke records
| Onderdeel            | Prestatie | Datum            | Plaats  |
| -------------------- | --------- | ---------------- | ------- |
| 1 Eng. mijl          | 4.02,6    | 1974             |         |
| 2 Eng. mijl (indoor) | 8.26,21   | 1971             |         |
| 3 Eng. mijl          | 12.52,0   | 1974             |         |
| 5000 m               | 13.26,6   | 24 augustus 1977 | Zürich  |
| 10,000 m             | 27.45,91  | 29 augustus 1975 | Londen  |
| marathon             | 2:10.30   | 3 december 1972  | Fukuoka |

## Palmares

### 5000 m
- 1974:  AAU kamp. - 13.34,6
- 1974:  Weltklasse Zürich - 13.36,45
- 1975:  Weltklasse Zürich - 13.32,98

### 10.000 m
- 1970:  Bislett Games- 28.32,6
- 1971:  Pan-Amerikaanse Spelen - 28.50,83
- 1972:  AAU kamp. - 28.12,0
- 1972:  US Olympic Trials in Eugene - 28.35,6
- 1972: 5e OS - 27.51,4
- 1974:  AAU kamp. - 28.16,0
- 1975:  AAU kamp. - 28.02,17
- 1975: 4e TOP Games in Helsinki - 28.11,03
- 1975:  DN Gala in Stockholm - 27.51,74
- 1975:  Londen - 27.45,91
- 1976:  Olympic Trials in Eugene - 27.55,45
- 1977:  AAU kamp. in Westwood - 28.19,76
- 1979:  AAU kamp. in Walnut - 28.26,6
- 1979:  Pan-Amerikaanse Spelen - 29.06,4
- 1979:  National Sports Festival in Boulder - 29.29,9
- 1984:  Long Beach Invitational - 30.16,65

### 5 km
- 1984:  Viking Classic in Rome - 15.10
- 1992:  Unzen Charity in Nagasaki - 15.05

### 10 km
- 1976:  Phoenix - 30.54
- 1977:  Bellin Run in Green Bay - 30.32
- 1977:  Peachtree Road Race in Atlanta - 29.20
- 1978: 5e Santa Fe Trail - 32.59
- 1978:  Schlitz Light in Tampa - 29.28
- 1979:  Bolder Boulder - 30.11
- 1979:  Denver - 29.11
- 1979:  Hibernia Crescent City Classic in New Orleans - 29.47
- 1979:  Boston Evening Medical Center - 29.33
- 1981:  Bolder Boulder - 29.28
- 1981:  Veiled Prophet Fair in St Louis - 29.53
- 1981:  NY Times Herald Record in Middletown - 29.32
- 1981:  Glencoe Friendship Run - 30.28
- 1981:  East Lansing State Bank - 29.44
- 1981: 4e North County in Rancho Bernardo - 30.40
- 1982:  Frank Shorter Viking Classic in Mount Berry - 29.48
- 1982:  Heart Run in Tacoma - 30.20
- 1982:  Orange Classic in Middletown - 29.18
- 1982: 4e Asbury Park - 29.57
- 1982:  Septemberfest in Omaha - 29.55
- 1982:  Evening Medical Center in Boston - 30.43
- 1982:  Coors Defeet Diabetes in Hutchinson - 29.47
- 1983:  Hallendale - 31.31
- 1983:  Viking Classic in Mount Perry - 31.16
- 1983:  St Patrick's in Manhattan - 31.05
- 1983: 5e Cooper River Bridge in Charleston - 31.10
- 1983:  Defeet Diabetes in Hutchinson - 32.00
- 1983: 4e Governor's Cup in Denver - 30.32
- 1985:  Viking Classic in Mount Berry - 31.48
- 1985: 4e Mayor's Cup in Denver - 31.01
- 1985:  Quad Games in Erie - 31.09
- 1985:  Defeet Diabetes in Hutchinson - 30.04

### 15 km
- 1974:  AAU kamp. in Littleton - 46.32
- 1978: 4e Tulsa Run - 46.38
- 1979:  Tulsa Run - 45.44
- 1980:  Run for the Roses in Boulder - 47.11
- 1980:  Tulsa Run - 45.22
- 1983:  Run for the Roses in Boulder - 47.04

### 10 Eng. mijl
- 1975:  Virginia - 48.17
- 1976:  Virginia - onbekend
- 1979:  Trevira Twosome - 48.34
- 1979:  Schlitz Light Badgerland - 47.34
- 1979: 5e Virginia - 48.23
- 1982: 4e Trevita Twosome - 47.37

### 20 km
- 1971:  Manhattan - 1:03.00
- 1979:  Chicago Lung Association Distance Classic - 1:00.59
- 1979:  Gulf AAU kamp. in The Woodland - 1:01.33
- 1980: 4e Chicago Distance Classic - 1:01.30
- 1981:  Chicago Distance Classic - 1:01.05
- 1982:  Chicago Distance Classic - 1:01.21
- 1986:  Chicago Distance Classic - 1:04.16

### halve marathon
- 1977:  halve marathon van Indianapolis - 1:03.56
- 1979:  halve marathon van Dayton - 1:04.11
- 1982:  halve marathon van Kansas City - 1:05.04

### 25 km
- 1976:  International Peace Race in Youngstown - 1:17.56

### 30 km
- 1980: 4e Kawaguchi-ko - 1:33.06

### marathon
- 1971:  AAA kamp. in van Eugene - 2:17.44,6
- 1971:  Pan-Amerikaanse Spelen - 2:22.40
- 1971:  marathon van Fukuoka - 2:12.50,4
- 1972:  OS - 2:12.19,8
- 1972:  marathon van Fukuoka - 2:10.30
- 1972:  marathon van Eugene - 2:15.57,8
- 1973:  marathon van Fukuoka - 2:11.45,0
- 1973:  marathon van Otsu - 2:12.03
- 1974:  marathon van Fukuoka - 2:11.31,2
- 1974: 4e marathon van Honolulu - 2:33.32
- 1975:  marathon van Crowley - 2:16.29
- 1976:  marathon van Eugene - 2:11.51
- 1976:  OS - 2:10.45,8
- 1976:  New York City Marathon - 2:13.12 (te kort parcours)
- 1978: 23e Boston Marathon -2:18.17
- 1978: 12e New York City Marathon - 2:19.32
- 1979: 4e marathon van Miami - 2:23.41
- 1979: 75e marathon van Boston - 2:21.57
- 1979: 7e New York City Marathon - 2:16.14,8 (te kort parcours)
- 1979:  marathon van Honolulu - 2:17.51
- 1980: 85e marathon van Buffalo - 2:23.23,6
- 1980: 9e marathon van Chicago - 2:23.38
- 1980: 4e marathon van Honolulu - 2:20.11
- 1981:  Chicago Marathon - 2:17.27,7
- 1981: 116e marathon van New York - 2:25.45
- 1981: 8e marathon van Honolulu - 2:23.30
- 1982: 126e marathon van New York - 2:27.19
- 1982: 5e marathon van Honolulu - 2:22.16,5
- 1985: 56e marathon van New York - 2:28.25
- 1985: 21e marathon van Honolulu - 2:30.36
- 1987: 50?e marathon van München - 2:41.40
- 1987: 14e marathon van Honolulu - 2:36.54
- 1988: 130e marathon van Los Angeles -
- 1988: 52e marathon van Honolulu - 2:45.24
- 1989: 31e marathon van Honolulu - 2:38.25
- 1990:  marathon van Urashima - 2:37.59
- 1990: 20e marathon van Honolulu - 2:40.20
- 1991: 70e marathon van Honolulu - 2:44.09
- 1992: 45e marathon van Honolulu - 2:43.52
- 1993: 206e marathon van Honolulu - 2:58.17

### veldlopen
- 1970:  USTFF kamp. in University Park - 29.01,3
- 1970:  AAU kamp. in Chicago - 30.15,7
- 1971:  AAU kamp. in San Diego - 29.19
- 1972:  AAU kamp. in Chicago - 30.42
- 1973:  AAU kamp. in Gainesville - 29.52
- 1974: 11e AAU kamp. in Belmont - 30.57
- 1975:  AAU kamp. in Gainesville - 46.32,1
- 1975: 20e WK in Rabat - 36.25

## Onderscheidingen
- James E. Sullivan Award - 1972
- Abebe Bikila Award - 1981
- US Olympic Hall of Fame - 1984

1896: Spiridon Louis ·
1900: Michel Théato ·
1904: Thomas J. Hicks ·
1908: John Hayes ·
1912: Kenneth McArthur ·
1920: Hannes Kolehmainen ·
1924: Albin Stenroos ·
1928: Ahmed Boughéra El Ouafi ·
1932: Juan Carlos Zabala ·
1936: Sohn Kee-chung ·
1948: Delfo Cabrera ·
1952: Emil Zátopek ·
1956: Alain Mimoun ·
1960: Abebe Bikila ·
1964: Abebe Bikila ·
1968: Mamo Wolde ·
1972: Frank Shorter ·
1976: Waldemar Cierpinski ·
1980: Waldemar Cierpinski ·
1984: Carlos Lopes ·
1988: Gelindo Bordin ·
1992: Hwang Young-cho ·
1996: Josia Thugwane ·
2000: Gezahegne Abera ·
2004: Stefano Baldini ·
2008: Samuel Wanjiru ·
2012: Stephen Kiprotich ·
2016: Eliud Kipchoge ·
2020: Eliud Kipchoge ·
2024: Tamirat Tola
- Bibliothèque nationale de France: cb146473630 (data)
- Gemeinsame Normdatei: 139343946
- World Athletics: 14352284
- International Standard Name Identifier: 0000 0000 7844 9968
- Library of Congress Control Number: n82232796
- Nationale Bibliotheek van Letland: 000313030
- Bibliotheek van het Japanse parlement: 00621473
- Nationale Bibliotheek van Tsjechië: xx0224390
- Système universitaire de documentation: 061444456
- Virtual International Authority File: 79547138
- WorldCat: E39PBJccgFmWHXfky7HPdhfg8C